# Cetomimidae
Cetomimidae là một họ cá theo truyền thống xếp trong bộ Cetomimiformes, nhưng hiện nayđược coi là thuộc phân bộ Stephanoberycoidei của bộ Beryciformes. Họ này gồm những loài cá sống ở tầng nước sâu nhất. Với một số loài được ghi nhận ở độ sâu vượt quá 3.500 m (11.500 ft).

## Các chi
Họ này hiện tại được coi là chứa 16 chi với 30 loài cá biển ở nam bán cầu
- Ataxolepis: 2 loài
- Cetichthys: 2 loài.
- Cetomimoides: 1 loài (Cetomimoides parri)
- Cetomimus: 7 loài.
- Cetostoma: 1 loài (Cetostoma regani)
- Danacetichthys: 1 loài (Danacetichthys galathenus)
- Ditropichthys: 1 loài (Ditropichthys storeri)
- Eutaeniophorus: 1 loài (Eutaeniophorus festivus)
- Gyrinomimus: 5 loài.
- Megalomycter: 1 loài (Megalomycter teevani)
- Mirapinna: 1 loài (Mirapinna esau)
- Notocetichthys: 1 loài (Notocetichthys trunovi)
- Parataeniophorus: 3 loài
- Procetichthys: 1 loài (Procetichthys kreffti)
- Rhamphocetichthys: 1 loài (Rhamphocetichthys savagei)
- Vitiaziella: 1 loài (Vitiaziella cubiceps)